# شادو ذا هيدجهوج (لعبة فيديو)
القنفذ شادو (بالإنجليزية: Shadow the Hedgehog) هي لعبة أكشن أصدرتها شركة سيجا في سنة 2005. وهي أيضاً لعبة حيث فيها مسدسات وأسلحة ودراجة نارية يستخدمها شادو.

## وصلات خارجية
- شادو ذا هيدجهوج على موقع IMDb (الإنجليزية)
- الموقع الرسمي للعبة ((بالياباني))